# Cuevas del Campo
Cuevas del Campo település Spanyolországban, Granada tartományban. Cuevas del Campo Zújar, Freila, Guadix, Dehesas de Guadix és Pozo Alcón községekkel határos. Lakosainak száma 1775 fő (2024).

## Népesség
A település népessége az elmúlt években az alábbi módon változott:
| Lakosok száma | 2190 | 2048 | 2073 | 2077 | 1979 | 1919 | 1873 | 1735 | 1742 | 1775 |
|               | 2001 | 2004 | 2006 | 2009 | 2011 | 2014 | 2016 | 2019 | 2021 | 2024 |